# Alfred Yaghobzadeh
Alfred Yaghobzadeh est un reporter-photographe iranien né en 1958 à Téhéran.

## Biographie
Alfred Yaghobzadeh naît en 1959 à Téhéran d’une mère assyrienne et d’un père arménien. En 1979, au moment de la révolution en Iran, l’école des Beaux-Arts où il étudie est fermée. Il commence à prendre des photos sur l’Iran pendant la révolution iranienne puis sur la guerre Iran-Irak pour les agences Gamma et Associated Press.
Il quitte l’Iran en 1983 pour le Liban. Il est blessé par un éclat de grenade dans le camp de réfugiés palestiniens de Sabra et Chatila. En 1985, il est otage du Hezbollah pendant cinquante-cinq jours. En 2006 il est à nouveau pris en otage avec une journaliste du magazine Elle alors qu’ils effectuaient à Gaza un reportage sur la vie quotidienne des femmes palestiniennes.
Il va en Afghanistan auprès des moudjahidines qui s’opposent aux Soviétiques, couvre durant plus de dix ans l’Intifada en Palestine. Photographie la guerre Iran-Irak, la chute du mur de Berlin, Grozny sous le feu en Tchétchénie, un conflit durant lequel il sera à nouveau fois gravement blessé.
Il est récompensé en 1986 par un prix du World Press Photo pour ses reportages sur la guerre du Liban. Ses photos sont publiées dans des magazines comme Time, Newsweek, Stern, Paris Match, El Pais et Geo.
En 2014, il témoigne sur le calvaire des femmes yézidies au Kurdistan irakien.
Alfred Yaghobzadeh est le père du reporter photographe Rafael Yaghobzadeh.

## Publications
Liste non exhaustive
- Les Chrétiens du monde, avec Jean-François Colosimo, Éditions des Syrtes, 2002  (ISBN 978-2845450721)
- Paix promise Israéliens et Palestiniens 1988-1994, Edifra, 1994, (ASIN B00511FRFG)
- Iran's religious minorities, Cdpeditions, 2008.
- Le Corps des femmes Yezidies comme champ de bataille, Cdpeditions, 2015,  (ISBN 978-2351300923)
- Iran Irak War, War Photo Limited, Dubrovnik, 2019

## Récompenses
Liste non exhaustive
- 1986 : World Press Photo, News Feature, 1st prize, pour ses photographies sur la guerre du Liban[6].
- 1989 : Prix du Festival d’Angers de la meilleure photo de la chute du mur de Berlin.
- 1991 : Prix Kodak  pour son travail sur l’Europe de l’Est.
- 1994 : Fuji American Award pour ses reportages sur la Somalie.
- 2005 : Art and Worship World Prize (AWWP),

## Expositions et projections
Liste non exhaustive
- 2005 : 20 photographes pour les 20 ans de Reporters sans Frontières, exposition collective au Sénat, grilles du jardin du Luxembourg, Paris.
- 2019 : Miroir sur le monde, Prix Bayeux Calvados-Normandie des correspondants de guerre